# لسعد هنینی
لسعد هنینی (انگلیسی: Lassâad Hanini؛ زادهٔ ۲ مهٔ ۱۹۷۱) بازیکن فوتبال اهل تونس بود.
از باشگاه‌هایی که در آن بازی کرده‌است می‌توان به باشگاه فوتبال آفریقایی اشاره کرد.
وی همچنین در تیم ملی فوتبال تونس بازی کرده‌است.